# Lovecraft Country
Lovecraft Country é uma série de televisão norte-americana de drama e terror desenvolvida por Misha Green e baseada no romance de 2016 de mesmo nome de Matt Ruff. A série teve sua estreia realizada em 16 de agosto de 2020 pela HBO. A história é sobre um jovem afro-americano que viaja pelos Estados Unidos da década de 50 em plena vigência das medidas segregacionistas em busca de seu pai desaparecido.
A série é produzida pela Monkeypaw Productions, Bad Robot Productions em conjunto com a Warner Bros. Television. A produção executiva é composta por Jordan Peele, J.J. Abrams e Ben Stephenson. Em julho de 2021 foi confirmado pela HBO que a série não ganharia uma 2ª temporada.

## Premissa
Lovecraft Country segue o personagem Atticus Black junto com sua amiga Letitia e seu tio George em uma viagem pelas estradas dos Estados Unidos em 1955, em busca de seu pai desaparecido. Isso dá início a uma luta para sobreviver e superar os terrores de um país segregacionista e os monstros horripilantes que parecem ter saído de um livro de H.P Lovecraft.

## Elenco e personagens

### Principais
- Jurnee Smollett como Letitia "Leti" Lewis, uma velha amiga e interesse amoroso de Atticus, que é uma fotógrafa habilidosa.[4]
- Jonathan Majors como Atticus "Tic" Freeman, um jovem que serviu na Guerra da Coréia. Majors também retrata George Freeman II, futuro filho de Tic, em fotografias.[4]
- Aunjanue Ellis como Hippolyta Freeman, tia de Atticus e uma admiradora de estrelas com vontade de aventura.[4]
- Courtney B. Vance como George Freeman, o tio caloroso, engraçado e culto de Atticus.[4] Vance também retrata outro George de uma linha do tempo alternativa em "I Am".[4]
- Wunmi Mosaku como Ruby Baptiste, a distante meia-irmã mais velha de Leti.[4] Mosaku também retrata Christina Braithwhite tendo assumido a forma de Ruby.[4]
- Abbey Lee como Christina Braithwhite, a única filha do líder da sociedade secreta conhecida como Ordem da Antiga Alvorada.[4]
- Jamie Chung como Ji-Ah, uma estudante de enfermagem aparentemente ingênua na Coréia que é mais do que parece.
- Jada Harris como Diana Freeman,[4] filha de George e Hippolyta, bem como prima mais nova de Atticus e sobrinha de Montrose.
- Michael K. Williams como Montrose Freeman, o pai obstinado e reservado de Atticus.[4]

### Recorrentes
- Jordan Patrick Smith como William, ex-capanga e amante de Christina, cuja forma ela assume.
- Jamie Neumann como Dell / Hillary, cuja forma Ruby assume.
- Erica Tazel como Dora Freeman, mãe de Atticus, esposa de Montrose e amante/cunhada de George.
- Mac Brandt como Seamus Lancaster, líder da Ordem do Amanhecer Antigo e capitão da polícia de Chicago.
- Deron J. Powell como Tree, um homem que cursou o ensino médio com Leti e Atticus.
- Lucius Baston como Phil Hodges, o chaveiro.

### Convidados
- Jamie Harris como Eustice Hunt, o xerife do Condado de Devon.
- Demetrius Grosse como Marvin Baptiste, meio-irmão de Leti.
- Tony Goldwyn como Samuel Braithwhite, o líder arrogante de uma sociedade secreta.
- Shangela como Lena Horne
- Monét X Change como Dinah Washington
- Darryl Stephens como Billie Holiday
- James Kyson como Byung-Ho
- Monique Candelaria como Yahima, dois espíritos.

## Episódios
| N.º | Título                                                   | Dirigido por       | Escrito por                                              | Exibição original      | Audiência (milhões) |
| --- | -------------------------------------------------------- | ------------------ | -------------------------------------------------------- | ---------------------- | ------------------- |
| 1 | "Sundown" "Pôr do Sol" (BR)                              | Yann Demange       | Misha Green                                              | 16 de agosto de 2020   | 0.760               |
| Depois de chegar a Chicago, o veterano da Guerra da Coréia Atticus Freeman descobre uma carta de seu pai desaparecido, Montrose, convidando-o a descobrir o legado de sua família em Ardham, Massachusetts. Atticus, seu tio George (que escreve um guia de viagens para negros no estilo Livro Verde) e sua amiga Leti partiram em uma viagem de carro para o Condado de Devon, Massachusetts. Um grupo de homens brancos assassinos os persegue para fora da primeira cidade em que param, mas eles escapam graças à intervenção de uma mulher branca desconhecida, que de alguma forma faz com que o carro dos brancos assassinos vire. Logo depois, eles encontram o xerife racista do condado de Devon, Eustice Hunt, que está ansioso para fazer cumprir a lei do pôr do sol do condado. Logo após o pôr do sol, os delegados do xerife forçam os viajantes a entrar na floresta com a intenção de linchá-los, mas todo o grupo é atacado por monstros cruéis chamados Shoggoths. Atticus, George e Leti lutam para escapar, enquanto os policiais morrem. Os shoggoths são chamados por um apito. Pela manhã, o trio sai cambaleando da mata para encontrar uma enorme mansão, onde são recebidos por um misterioso homem branco, William, que os cumprimenta calorosamente. |                                                          |                    |                                                          |                        |                     |
| 2 | "Whitey's on the Moon" "Whitey está na Lua" (BR)         | Daniel Sackheim    | Misha Green                                              | 23 de agosto de 2020   | 0.867               |
| William explica que a mansão é a Ardham Lodge, projetada por Titus Braithwhite, um comerciante de escravos e fundador de uma sociedade secreta de bruxos chamada Filhos de Adão. George percebe que Atticus é descendente (por estupro implícito) de Tito e, portanto, um membro importante dos Filhos. Por causa dessa herança poderosa, Samuel Braithwhite, o atual proprietário da Loja e líder dos Filhos, planeja usar - e potencialmente sacrificar - Atticus em um ritual futuro. A mulher branca que ajudou o grupo anteriormente é revelada como filha de Samuel, Christina, que tem um apito que controla os monstros. Depois de dizer a Atticus que nem todos os brancos são maus, ela prende os viajantes em seus respectivos quartos com campos de força mágica. Eles finalmente escapam e resgatam Montrose, que George havia deduzido que estava sendo mantido em cativeiro em uma vila próxima. Samuel os impede, atirando e matando Leti e ferindo George gravemente. Atticus concorda em cooperar no ritual para salvar suas vidas, mas o tiro sai pela culatra quando uma mulher negra em um vestido do século 19 aparece (implícito ser a ancestral escrava de Atticus), transformando Samuel e os outros Filhos em pedra e queimando a mansão. Atticus escapa, apenas para descobrir que embora Leti tenha ressuscitado, George sucumbiu aos ferimentos. |                                                          |                    |                                                          |                        |                     |
| 3 | "Holy Ghost" "Santo Fantasma" (BR)                       | Daniel Sackheim    | Misha Green                                              | 30 de agosto de 2020   | 0.747               |
| Três semanas após o funeral de George, Leti usa uma herança inesperada de sua falecida mãe para comprar uma mansão vitoriana em ruínas em um bairro de brancos no lado norte de Chicago, enchendo-a de inquilinos negros junto com sua meia-irmã Ruby. Os vizinhos brancos os incomodam e queimam uma cruz no gramado. Um policial da supremacia branca, Capitão Lancaster, ameaça Leti. Dentro da casa, a atividade sobrenatural explode. Leti descobre que o proprietário anterior era um cientista branco, Hiram Epstein. Com a ajuda de Lancaster, ele sequestrou, fez experiências e matou oito negros antes de enterrá-los sob a casa. Todos os nove espíritos estão presos lá. Com a ajuda de um médium e os espíritos negros, Leti bane o fantasma malévolo de Epstein. Mais tarde, Atticus encontra Christina Braithwhite em Chicago; ela sobreviveu ao incêndio. Atticus deduziu que ela era secretamente a fonte da "herança" e conduziu Leti até a casa. Christina explica que a casa foi construída por Horatio Winthrop, um membro dos Filhos de Adão banido após roubar páginas do Livro dos Nomes em 1800, e que Epstein era um seguidor de Winthrop. Ela pede a Atticus para ajudá-la a encontrar as páginas que faltam, o que pode ajudar a decifrar "a linguagem de Adão". Atticus tenta atirar nela, mas não consegue puxar o gatilho. |                                                          |                    |                                                          |                        |                     |
| 4 | "A History of Violence" "Uma Histótia de Violência" (BR) | Victoria Mahoney   | Misha Green Histótia de: Wes Taylor                      | 6 de setembro de 2020  | 0.630               |
| Montrose descobre que as páginas de Titus Braithwhite do Livro dos Nomes estão armazenadas em um cofre em um museu em Boston onde Braithwhite doou uma ala dedicada à sua carreira como explorador. Montrose tenta esconder essa informação de Tic, já que quer que seu filho pare de buscar magia, mas ele finalmente cede e vai com Tic e Leti ao museu. Eles invadem o cofre depois de horas e encontram um cadáver ressecado curvado sobre as páginas. Quando Tic tenta pegá-los, o cadáver reanima em um Dois-Espírito Arawak chamado Yahima. Yahima conta a Tic que Braithwhite os sequestrou e os trancou no cofre depois que traduziram as páginas para ele. Eles concordam em partir com os viajantes de Chicago, mas o cofre começa a inundar e os quatro escapam por pouco. Ao retornar a Chicago, Montrose assassina Yahima para impedi-los de revelar mais informações sobre as páginas. Enquanto isso, o xerife Lancaster e Christina disputam o controle da loja dos Filhos de Adão em Chicago, William seduz Ruby, e Hippolyta e Diana vão em busca de respostas sobre a morte de George. |                                                          |                    |                                                          |                        |                     |
| 5 | "Strange Case" "Caso Estranho" (BR)                      | Cheryl Dunye       | Misha Green com Jonathan I. Kidd & Sonya Winton-Odamtten | 13 de setembro de 2020 | 0.744               |
| Depois de dormir com William, Ruby acorda como uma mulher branca e William revela a ela sua poção de metamorfose. Montrose diz a Atticus que cuidou de Yahima e destruiu as páginas, fazendo com que seu filho quase o espancasse até a morte. Leti diz a Atticus que tem medo de sua raiva, mas os dois depois se reconciliam e fazem sexo. Montrose vai ao apartamento de Sammy e faz sexo com ele. Enquanto Tic tenta decifrar a "Linguagem de Adão" das fotos de Leti, Leti o avisa que o uso de magia é inerentemente mau e irá corrompê-lo. Ruby decide continuar usando a poção para seu privilégio e consegue um emprego como gerente associada na loja de departamentos com o nome de Hillary. William diz a ela que ela deve fazer um "favor" para Christina, plantando uma pedra rúnica no escritório do xerife Lancaster. Ao fazer isso, ela descobre um homem preso que foi torturado e descobre que o xerife Lancaster tem um corpo parcialmente negro. Mais tarde, Ruby testemunha seu chefe branco, Paul, tentar agredir sexualmente Tamara. Depois que Christina diz a Ruby para abraçar o poder, Ruby estupra Paul com um salto agulha. Ruby confronta William e pergunta o que ele e Christina fazem no porão e William se metamorfoseia em Christina. Enquanto Atticus trabalha no idioma, ele traduz algo que o faz ligar para sua ex-amante, Ji-Ah, na Coreia do Sul. |                                                          |                    |                                                          |                        |                     |
| 6 | "Meet Me in Daegu" "Me Encontre em Daegu" (BR)           | Helen Shaver       | Misha Green e Kevin Lau                                  | 20 de setembro de 2020 | 0.737               |
| Em 1949, na Coreia do Sul, Ji-Ah estuda para ser enfermeira e mora com sua mãe, que exige que ela pegue homens para fazer sexo. Ji-Ah traz para casa um homem e o mata com seu tentáculo "Nove Caudas" que sai de seu corpo. É revelado que Ji-Ah está possuída por um kumiho, o espírito "Raposa de Nove Caudas" e ela deve matar 100 homens para ser humana novamente. Seu padrasto a estava estuprando, e sua mãe mandou um xamã enviar o kumiho para possuir sua filha para matá-lo. Em 1950, a Guerra da Coréia começa e Ji-Ah trabalha como enfermeira. Para expulsar um espião comunista, os americanos prendem as enfermeiras e Atticus executa uma das enfermeiras. Young-Ja, amiga de Ji-Ah, revela ser a espiã. Ji-Ah decide seduzir Atticus com a intenção de matá-lo, mas se apaixona por ele. Ji-Ah acredita que pode controlar seu "rabo", mas enquanto faz sexo com Atticus, seu "rabo" surge e o ataca. Ela tem uma visão do futuro dele e diz que ele morrerá se voltar para a América. Atticus termina o relacionamento. Ji-Ah e sua mãe consultam o xamã, que lhes diz que muitos mais morrerão. |                                                          |                    |                                                          |                        |                     |
| 7 | "I Am." "Eu Sou." (BR)                                   | Charlotte Sieling  | Misha Green e Shannon Houston                            | 27 de setembro de 2020 | 0.755               |
| Hippolyta visita as ruínas da Ardham Lodge e descobre que George estava lá. Ela descobre como usar o orrery e encontra uma chave escondida dentro dele. Christina mostra a Ruby o cadáver de William (que foi morto por Lancaster) e Dell, e pede sua ajuda. Leti e Atticus descobrem que ambos estão tendo sonhos com Hanna (a escrava ancestral de Atticus) e deduzem que ela escapou com o Livro dos Nomes. Atticus descobre a homossexualidade de seu pai, enquanto Leti descobre que está grávida. Atticus vai a St. Louis para contatar um parente e fica sabendo que o Livro dos Nomes foi perdido no massacre da raça de Tulsa em 1921. Hippolyta vai ao observatório Winthrop e usa a chave. Leti encontra o orrery e diz a Atticus para onde Hippolyta foi. Atticus salva Hippolyta de dois policiais de Lancaster, mas na luta, um portal para outra dimensão é aberto. Atticus e Hippolyta caem. Hippolyta descobre que tem o poder de ser quem quiser. Ela se torna amiga de Josephine Baker na Paris dos anos 1920, torna-se uma amazona do Daomé, derrota um grupo de soldados confederados e reencontra George, finalmente abraçando sua verdadeira identidade como "descobridora". Atticus retorna da outra dimensão. |                                                          |                    |                                                          |                        |                     |
| 8 | "Jig-a-Bobo"                                             | Misha Green        | Misha Green e Ihuoma Ofordire                            | 4 de outubro de 2020   | 0.627               |
| Atticus, Leti, Ruby, Montrose e Diana comparecem ao memorial para Emmett Till (que era amigo de Diana). um jovem negro morto por supremacistas. Diana é parada por Lancaster, que exige que ela lhe dê o orrery e quando ela se recusa, ele lança um feitiço que leva a dois espíritos malévolos, Topsy e Bopsy, para assombrá-la. Atticus dá a Christina a chave do orrery/máquina do tempo em troca de aprender como lançar feitiços. Christina está planejando sacrificar Atticus no equinócio de outono para ser imortal. Ruby se aproxima de Christina, mas fica magoada quando ela diz que não se importa com o linchamento de Till. Ji-Ah chega em Chicago, fazendo com que Leti fique com raiva de Atticus. Montrose e Atticus se reconciliam. Atticus diz que visitou o futuro enquanto estava no observatório Winthrop e terá um filho com Leti chamado George, que escreverá o livro Lovecraft Country. Leti troca os negativos de suas fotos em troca de um feitiço de Christina. Montrose e Atticus lançam um feitiço para protegê-los, mas nada acontece. Dois homens matam Christina da mesma maneira que Till e jogam seu corpo no Lago Michigan, mas ela revive. Ruby, repentinamente mais grata, conta a Leti sobre seu relacionamento com William / Christina. Diana é atacada por Topsy e Bopsy e desmaia. Lancaster tenta entrar na casa de Leti para encontrar o orrery, mas quando não consegue, ele e seus policiais atiram na casa. Um policial tenta atirar em Atticus, mas aparece um shoggoth que mata os policiais e arranca o braço de Lancaster. Leti observa que o feitiço de Atticus funcionou afinal. |                                                          |                    |                                                          |                        |                     |
| 9 | "Rewind 1921" "De Volta à 1921" (BR)                     | Jeffrey Nachmanoff | Misha Green com Jonathan I. Kidd & Sonya Winton-Odamtten | 14 de abril de 2019    | 0.671               |
| Hippolyta retorna a Chicago para encontrar Atticus, Leti e Montrose lutando para manter Diana viva após ela ser amaldiçoada por Lancaster. Ruby convoca Christina, que usa o sangue de Hippolyta para "reiniciar" a maldição, mas avisa que, como Lancaster era o único que conhecia a maldição, ela não pode ser totalmente removida. Christina visita e provoca Lancaster moribundo e convence Ruby a ajudá-la em sua busca pela imortalidade, mesmo depois que Ruby descobre que o feitiço matará Tic. Os outros decidem usar a máquina multiverso de Hiram para viajar no tempo até Tulsa de 1921, onde a família da mãe de Tic segurou o Livro dos Nomes antes de ser destruído no massacre da raça de Tulsa. Ao chegar em 1921, Tic, Leti e Montrose testemunham um jovem Montrose sendo espancado por seu pai. O adulto Montrose foge e Tic vai à procura de Montrose e o encontra vendo seu eu mais jovem repreender Thomas (um interesse amoroso), devido a ele lutar contra a homofobia internalizada e a opressão externa da época, diante dos dois, assim como do jovem George e Dora, eles são atacados por uma multidão branca, que consegue matar Thomas. Tic vem em socorro de todos os outros. Leti é salva de ataques pela família da mãe de Tic, que a esconde em sua casa enquanto ela é atacada por outra turma, e Leti convence a bisavó de Tic a entregar o Livro dos Nomes, prometendo salvar sua família e seu legado. O trio foge da cidade em chamas e retorna a 1955 pelo portal. |                                                          |                    |                                                          |                        |                     |
| 10 | "Full Circle" "Circulo Completo" (BR)                    | Nelson McCormick   | Misha Green & Ihuoma Ofordire                            | 18 de outubro de 2020  | 0.881               |
| Letitia traz o livro dos nomes para o grupo. Eles abrem e Tic e Letitia entram em colapso. Eles entram em um reino ancestral que se parece com a casa da mãe de Tic cercada por fogo. A mãe de Tic o avisa que ele terá que ser um herói e se sacrificar. Eles são capazes de suspender a maldição de Diana, mas seu braço continua atrofiado. Tic e Letitia vão ao cofre de Titus e usam o livro de nomes para invocá-lo. Eles pegam um pedaço de sua carne para usar em um feitiço para amarrar Christina. Tic se encontra com Ji-ah, ele se desculpa e diz a ela que considera sua família. Letitia pede a Ruby que os ajude a conseguir um pedaço do corpo de Christina para o feitiço. O grupo viaja para Ardham para tentar parar Christina, desfrutando de um canto no caminho. Os seguidores de Cristina cercam Tic e o prendem a um altar. Letitia e Ruby estão preparando o feitiço quando é revelado que Ruby é Christina disfarçada. Eles lutam e Christina empurra Letitia de uma torre. Christina realiza a cerimônia, cobrindo-se com o sangue de Tic. Letitia tenta matar Christina para salvá-lo, mas graças à cerimônia ela agora é imortal. Letitia tenta lançar o feitiço de amarração, mas sem um pedaço do corpo de Christina ele não funciona. Ji-Ah usa sua cauda para conectar Tic e Christina. O feitiço de ligação funciona e Christina está impedida de fazer magia, junto com todas as outras pessoas brancas. Tic morre devido à perda de sangue. Na cena final, Diana, agora com um braço mecânico de cortesia de sua mãe, mata Christina esmagando sua garganta.                                        |                                                          |                    |                                                          |                        |                     |

## Produção

### Desenvolvimento
No dia 16 de maio de 2017, foi anunciado que a HBO havia dado sinal verde para a produção de uma série chamada Lovecraft Country com a produção executiva de Misha Green, Jordan Peele, J.J. Abrams e Ben Stephenson. Além disso, Misha também foi encarregada a ser showrunner e roteirista do episódio piloto. As companhias envolvidas na produção da série incluem a Monkeypaw Productions, Bad Robot Productions e Warner Bros. Television. Foi dito que Peele originalmente havia levado o projeto para a Bad Robot Productions e colocou Green para desenvolver o projeto. No dia 5 de março de 2018, foi anunciado que Yann Demange iria dirigir e ser produtor executivo do episódio piloto.

### Escolha de elenco
No dia 26 de abril de 2018, foi anunciado que Jurnee Smollet-Bell havia sido escalada como líder da seleção feminina do elenco. No dia 2 de maio de 2018, foi noticiado que Jonathan Majors havia entrado como líder do elenco masculino.  Um dia depois, Wunmi Mosaku também entrou como elenco principal na série. Em 19 de junho de 2018, foi anunciado que Aunjanue Ellis e Elizabeth Debick haviam sido escolhidos como principais e Courtney B. Vance havia se juntado como recorrente. Em 10 de outubro de 2018, Michael Kenneth Williams se juntou ao elenco com um papel principal. No dia 14 de junho de 2019, Abbey Lee entrou no lugar de Elizabeth Debicki no papel de Christina Braithwaite, enquanto que Jamie Chung e Jordan Patrick Smith entraram como recorrentes. No dia 20 de junho de 2019, foi anunciado que Jamie Neumann, Erica Tazel e Mac Brandt entraram como recorrentes. No mês seguinte, Tony Goldwyn entrou no elenco.

### Gravação
As filmagens iniciaram em 16 de julho de 2018 em Chicago, Estados Unidos. As gravações também aconteceram no Chicago Cinespace Film Studios, em Elburn, Illinois e no White Pines State Park em Mount Morris, Illinois, e na cidade de Macon, Geórgia.

## Recepção

### Resposta da crítica
No site do agregador de notas Rotten Tomatoes, Lovecraft Country recebeu aclamação geral até o momento, com 96% de aprovação critica e 76% de avaliação pelos usuários. O bom desempenho de Jurnee Smollett-Bell e Jonathan Majors e a direção de Misha Green, mostram que: "não são somente os antigos deuses que devem ser temidos no cosmos".
De acordo com Marcelo Hessel, do Omelete, o primeiro episódio da temporada ilustra bem como o sonho americano, direcionado exclusivamente aos norte-americanos brancos, heterossexuais e de classe média; "é impossível para os negros nos EUA, que descobrem cedo o fim da inocência e as injustiças da vida".
Escrevendo para The A.V. Club, Shannon Miller elogiou a capacidade do show de equilibrar as visões políticas mais problemáticas de Lovecraft com "uma apreciação por [sua] visão sem paralelo". Brian Tallerico de RogerEbert.com apontou que o programa usa de narrativa de gênero "para descascar camadas da história americana para revelar os problemas sistêmicos subjacentes", ao mesmo tempo que descreveu como "maravilhosamente divertido". Hugo Rifkind do The Times descreveu o show como "brutal e furioso". Michael Phillips do Chicago Tribune, em referência a tentativas anteriores e menos bem-sucedidas de adaptação das obras de Lovecraft, disse que o programa "teve sucesso onde outros não tiveram" e elogiou o programa em seus temas, apesar de chamar os cinco episódios disponíveis para análise inicial de "irregulares".
Mike Hale, do The New York Times, creditou o "trabalho impressionantemente perfeito... em empunhar as metáforas culturais" de Green como parte da força do programa. Em uma crítica para o The Dispatch, Alec Dent elogiou o sucesso do show em "examinar o racismo no passado da América através de um gênero inesperado", chamando-o de um bom lembrete de que "muitas vezes o verdadeiro mal assume uma aparência normal". Em uma revisão mais crítica, Daniel D'Addario da Variety escreveu que "a violência do horror lovecraftiano é tão extrema [...] que mesmo os impulsos mais malignos da humanidade parecem um contrapeso inadequado".